# Bertrand de Bar-sur-Aube
Bertrand de Bar-sur-Aube byl francouzský žakéř z Champagne žijící na přelomu 12. a 13. století, autor chansons de geste. Jeho nejproslulejším dílem je epos Girart de Vienne, na jehož počátku mluví autor o sobě jako o úředníkovi a o duchovním. Žádné další informace o jeho životě nejsou známy. Označení „de Bar-sur-Aube" v jeho jméně není šlechtickým titulem, ale místem původu (je původem z Bar-sur-Aube).

## Dílo

### Doložené autorství
- Girart de Vienne (počátek 13. století), epos z Cyklu Viléma Oranžského, popisuje konflikt Girarta s Karlem Velikým, který se oba rozhodnou řešit soubojem mezi Rolandem a Olivierem. Ten je přerušen andělem přinášejícím rozkaz od Boha, aby přestali v boji a obrátili se proti nevěřícím. Oba rytíři si pak přísahají věčné přátelství. Z eposu rovněž pochází rozdělení chansons de geste do tří cyklů, z nichž každý je pojmenován po hlavní osobě nebo podle předka.[3]
- Aymeri de Narbonne (asi 1210), v eposu z Cyklu Viléma Oranžského autor líčí, jak mladý rytíř Aymeri, který se vrací s Karlem Velikým ze Španělska, dobývá a získává lénem město Narbonne.

### Sporné autorství
- Le Couronnement de Louis (Korunovace krále Ludvíka). Epos vznikl již kolem roku 1160, takže Bertrandovo autorství nepřipadá téměř v úvahu. Líčí korunovaci syna Karla Velikého Ludvíka, jehož královský titul uhájil Vilém Oranžský. Píseň je proto řazena do Cyklu Viléma Oranžského.
- Les Narbonnais (Narbonští), rozsáhlý epos ze 13. století z Cyklu Viléma Oranžského, který se dělí někdy na dvě části: Le département des enfants Aymeri a Le siège de Narbonne.
- Beuve de Hamptone (13. století), píseň z Královského (karolínského) cyklu o předkovi vévody Milona, otce Rolanda, založená na anglonormanském eposu z přelomu 12. a 13. století.